# Georges Fournier (Geograph)

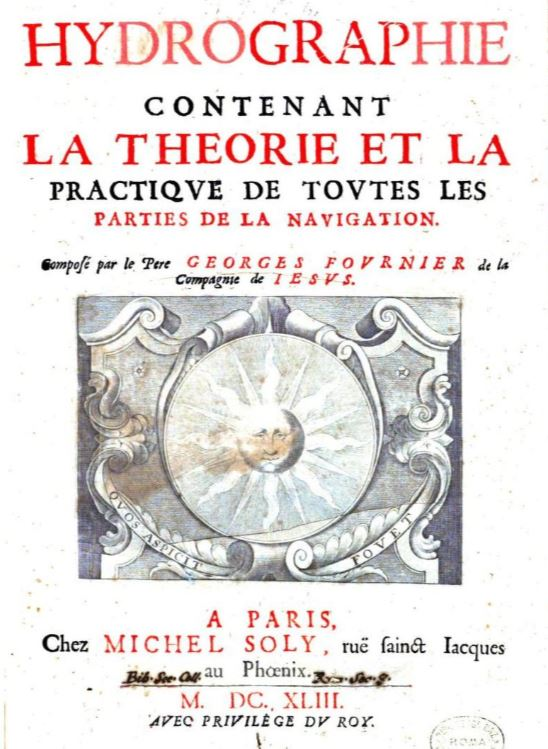
Die Hydrographie ist das Hauptwerk von Georges Fournier

Georges Fournier (lateinisch Georgius Furnerius; * 31. August 1595 in Caen; † 13. April 1652 im Collège Henri-IV de La Flèche (Département Sarthe)) war ein französischer Jesuit, Geograph, Hydrograph und Mathematiker.
Er nahm als Militärgeistlicher mehrere Jahre lang an militärischen Marineoperationen seines Bischofs Henri de Sourdis teil.
Er war Autor zahlreicher wissenschaftlicher Schriften, darunter der ersten französischen Marine-Enzyklopädie.

## Leben
Georges Fournier wurde 1595 als Sohn eines Universitätsprofessors der Rechtswissenschaften in Caen (Frankreich) geboren.
Als Geograph und Mathematiker trat mit 24 Jahren in den Jesuitenorden in Tournai ein und lehrte dort Literatur und Mathematik.
Nach seiner Rückkehr nach Caen wurde er von 1629 bis 1633 zunächst Studienleiter und dann Mathematiklehrer am Kolleg Collège Henri-IV de La Flèche.
Im Jahre 1633 trat er in den Dienst des Erzbischofs von Bordeaux, Henri d’Escoubleau de Sourdis, und wurde Militärgeistlicher der königlichen Marine. Ab 1636 war er unter dem Kommando Sourdis auf See, der seinerseits von  Richelieu mit der Führung des Seekriegs gegen Spanien beauftragt war.
So nahm er an Operationen an der Atlantikküste (Schlacht bei Fontarrabie, 1638) und auf dem Mittelmeer (Roses, Tarragona, 1640–1641) teil.
In diesen fünf Jahren auf See erwarb er sich umfangreiche nautische Kenntnisse.
Sourdis fiel 1641 bei Richelieu in Ungnade. So kehrte Fournier nach La Flèche zurück und dank dieser Zwangspause konnte er sich ganz seinen wissenschaftlichen Arbeiten und deren Veröffentlichungen widmen.
In dieser Stadt starb er am 13. April 1652, nachdem er unter anderem einer der Professoren des  Mathematikers und Philosophen René Descartes war.
Die International Astronomical Union (IAU) benannte 1935 den Mondkrater Furnerius offiziell nach Georges Fournier.

## Bedeutung seiner wissenschaftlichen Veröffentlichungen

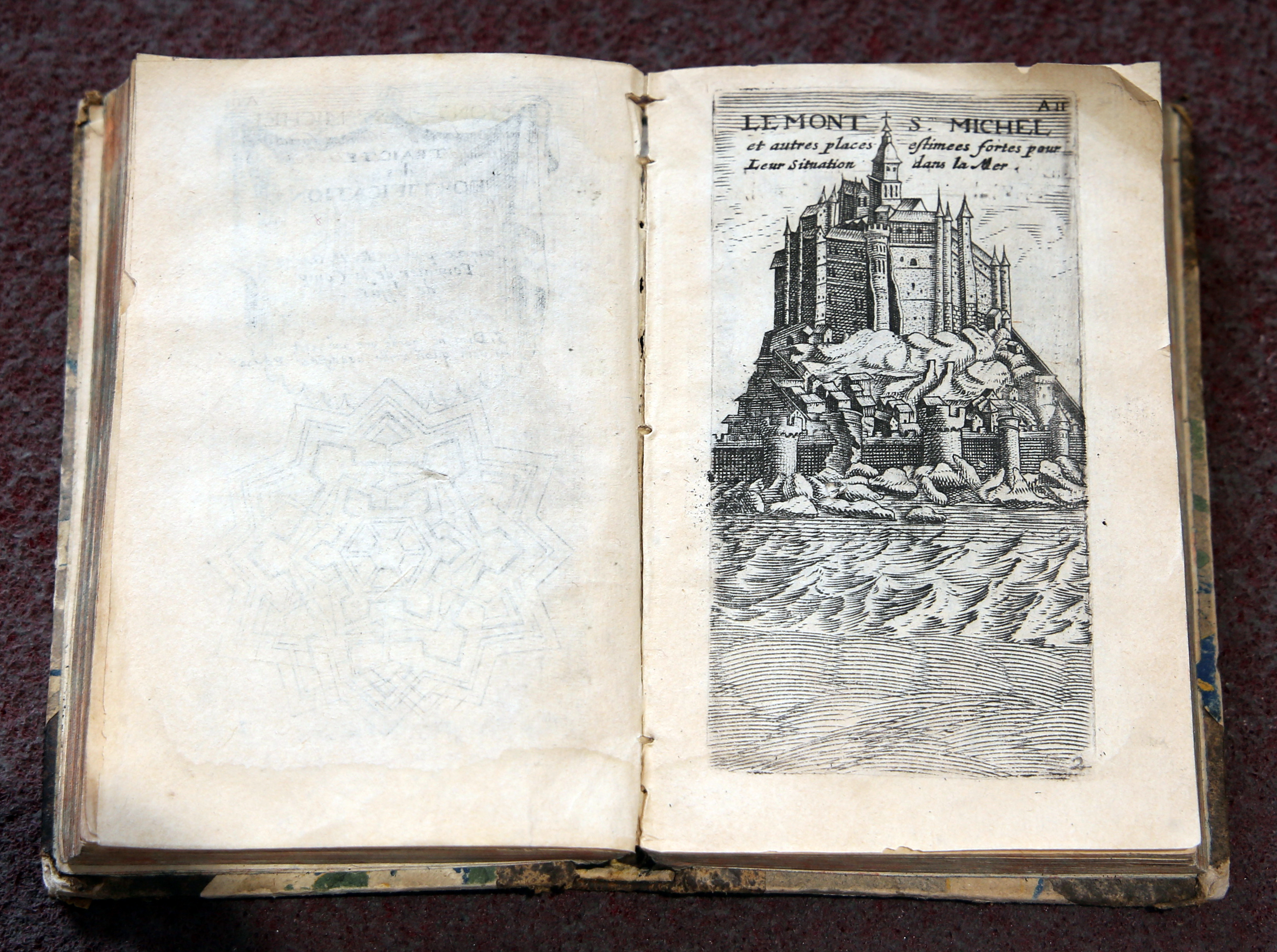
1654 Buch

Im Jahre 1642 veröffentlichte er Commentaires géographiques (Geographische Kommentare).
Im Folgejahr veröffentlichte er das für seinen Ruhm wesentliche Werk Hydrographie contenant la théorie et la pratique de toutes les parties de la navigation (Hydrographie, Theorie und Praxis aller Bereiche der Navigation).
Dieses absolut wissenschaftliche Werk war die erste französische Marine-Enzyklopädie.
Sie war Ludwig XIII. gewidmet und wurde mehrere Male neu herausgegeben (1667, 1679, 1973).
Die Hydrographie war bis zur Mitte des 17. Jahrhunderts eine erstrangige Quelle zur Marinegeschichte, was die Neuauflage des Werks im Jahre 1973 erklärt.
Ebenfalls 1643 veröffentlichte er Traité de la sphère (Abhandlung über die Kugel) und 1644 Traité de géométrie (Abhandlung der Geometrie).
Ihm verdanken wir auch  Description des rivages (Beschreibung der Meeresküsten) in zwei Bänden (1648 und 1651) und das Werk Dévotion des gens de mer (Frömmigkeit der Seeleute), sowie Traité des fortifications ou Architecture militaire (Abhandlung über Befestigungen und militärische Architektur). Letzteres wurde ins Niederländische, Sprache und Deutsche übersetzt.
Seine Arbeiten über euklidische Geometrie (Paris 1644 und 1654) wurden auch ins Englische übersetzt und erfuhren drei nachfolgende Ausgaben.
Sein Werk Asiae nova descriptio (Neue Beschreibung Asiens), das in Zusammenarbeit mit Missionaren entstand, erschien posthum 1656.

## Werke
- Georges Fournier: Hydrographie, contenant la théorie et la practique de toutes les parties de la navigation… Hrsg.: Michel Soly. Paris 1643 (französisch, mpg.de – Hydrographie, Theorie und Praxis aller Bereiche der Navigation).
- Georges Fournier: Traité des fortifications, ou Architecture militaire tirée des places les plus estimées de ce temps... Hrsg.: J. Hénault. Paris 1654 (französisch, bnf.fr).
- Georges Fournier: Festungs-Ziel oder Hand-Büchlein der ietztietz üblichen Kriegs-Bau-Kunst. Hrsg.: Johannes Erich Hahn. Leipzig 1670 (französisch, deutsch, slub-dresden.de – deutsche Übersetzung des Traité des fortifications).